# Malur canós gorjablanc
El malur canós gorjablanc (Amytornis woodwardi) és una espècie d'ocell de la família dels malúrids (Maluridae) que habita zones rocoses amb vegetació arbustiva de la Terra d'Arnhem, al nord del Territori del Nord.